# Malinche (Berg)
Der Malinche oder Matlalcueye (unter anderen Schreibweisen) ist mit seiner Höhe von 4420 m einer der höchsten Berge Mexikos.

## Lage
Der Vulkan Malinche ist ein relativ alleinstehender Berg, der zur Sierra Volcánica Transversal, der zentral-mexikanischen Vulkankette, gehört. Sein Gipfel liegt auf dem Gebiet der mexikanischen Bundesstaaten Tlaxcala und Puebla. Die beiden Hauptstädte Tlaxcala und Puebla liegen etwa 30 km (Luftlinie) nordwestlich bzw. 35 km südwestlich des Gipfels. Der Berg bildet das Zentrum des ca. 459 km2 großen Parque Nacional La Malinche, der bereits im Jahre 1938 von Präsident Lázaro Cárdenas im Rahmen eines massiven Programms für die Einrichtung von Nationalparks angelegt wurde (s. Nationalparks in Mexiko).

## Toponym
Die tlaxcaltekische Bezeichnung Matlalcueye (auch Matlalcuéyetl, Matlalcueitl oder Matlalcuéyatl) ist etwa mit „blaugrüner (Unter-)Rock“ bzw. „Dame mit dem blaugrünen Rock“ zu übersetzen. Matlalcueye (der lokale Name von Chalchiuhtlicue) war die Gemahlin des mexikanischen Regengottes Tlaloc und Göttin der Binnengewässer. Aufgrund des heidnischen Ursprungs des Namens benannten die Spanier den Berg einfach auf Sierra de Tlaxcala („Gebirge von Tlaxcala“) um. Seit dem 17. Jahrhundert ist Malinche der meistgebrauchte Name für den Berg. Dieser leitet sich von Malinalli bzw. Malintzin („ehrenwerte Grasfrau“) her, die Bezeichnung für die Dolmetscherin und Geliebte von Hernán Cortés.
Wie auch der Iztaccíhuatl ist der Malinche in spanischer Sprache ein weibliches Nomen. Dies lässt sich sowohl auf den ursprünglichen indianischen Namen als auch auf synkretische Sagen aus der neuspanischen Zeit zurückführen. Laut einer dieser Sagen wurde Malinche entführt, jedoch überlistete sie ihren Entführer und gründete mit Lorenzo Cuatlapanga eine Familie in Tlaxcala. Heutzutage ist der Cuatlapanga ein etwa 2900 m hoher Berg 9 km nordnordwestlich von dem Malinche.

## Entstehung
Geologen datieren die ältesten Gesteine des Berges auf ca. 9,7 Millionen Jahre. Die Gesteins- und Aschelagen verschiedener Ausbrüche begründen seine Einordnung in die Gruppe der Schichtvulkane. Sein letzter Ausbruch wird gegen Ende des 2. Jahrtausends v. Chr. datiert und somit gilt der Malinche vielen als erloschener Vulkan. Die tiefen Schluchten Axaltzintle und Axal, die sich östlich bzw. südöstlich des Gipfels befinden, deuten auf stark explosive Ausbrüche hin, so dass ganze Hänge des ehemals eher gleichseitigen Bergs zusammenbrachen. Dadurch, sowie durch die von mittlerweile geschmolzenen Gletschern verursachte Erosion, erhielt der Malinche seine derzeitige Form, die sich stark von typischen Vulkankegeln – wie etwa den nahegelegenen Popocatépetl und Citlaltépetl – unterscheidet.

## Pflanzenwelt

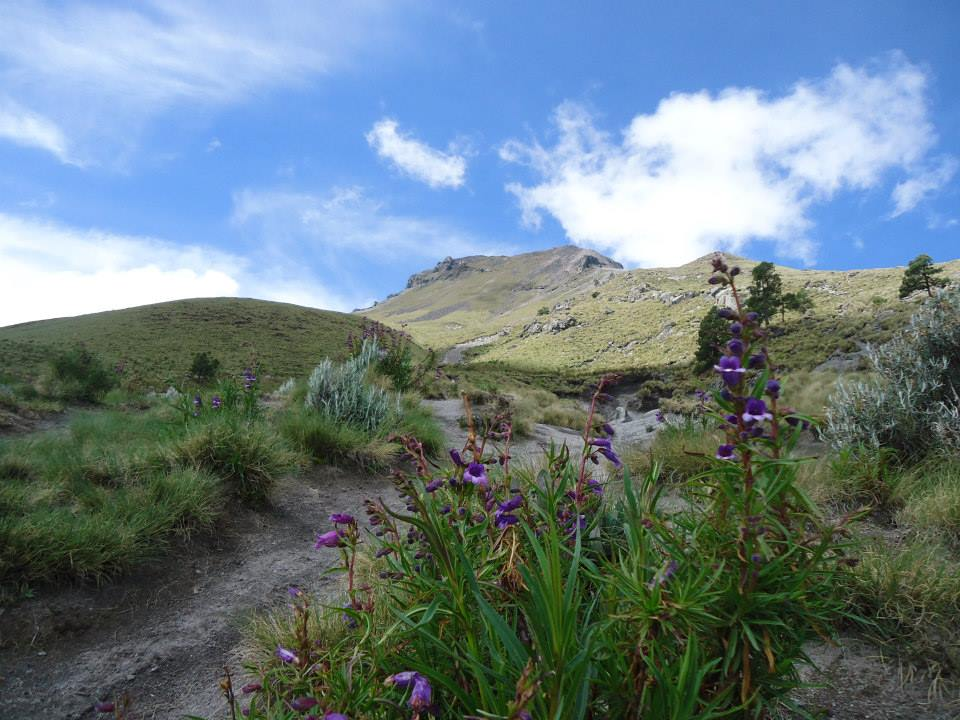
Pflanzenvielfalt oberhalb der Baumgrenze

Die Lage des Malinche im subtropischen Hochland Mexikos definiert seine Tier- und Pflanzenwelt. Die Täler rund um den Berg haben eine Höhe von zwischen 2100 m und 2400 m und besitzen ein kühlgemäßigtes Klima mit Jahresmitteltemperaturen zwischen 16 und 20 °C und einem Jahresniederschlag zwischen 600 und 900 mm, dessen größter Teil im Sommerhalbjahr fällt.
Typisch für die Klimazone des Malinche sind Kiefern-Eichen-Wälder, die mit zunehmender Höhe in reine Nadelwälder übergehen. Beim Malinche sind auf 3000 m vor allem die Erlenart Alnus jorullensis sowie verschiedene Eichen (Quercus crassifolia, Q. crassipes, Q. laurina u. a.) vorzufinden. Auf 3500 m gibt es hingegen vorwiegend Montezuma-Kiefern und heilige Tannen. Nahe der Baumgrenze (ca. 4000 m) wachsen Hartwegkiefern, oberhalb davon nur noch verschiedene für die mexikanische Gebirgstundra typische Gräser und Sträucher.
Als grüner Fleck umgeben von Städten und Feldern bietet der Malinche unzähligen Tierarten ein Zuhause, wie etwa dem mexikanischen Baumwollschwanzkaninchen und der mexikanischen Vulkanmaus, sowie verwilderten Hauspferden. Streuner begleiten Wandernde mithin bis zum Gipfel.

## Besteigung

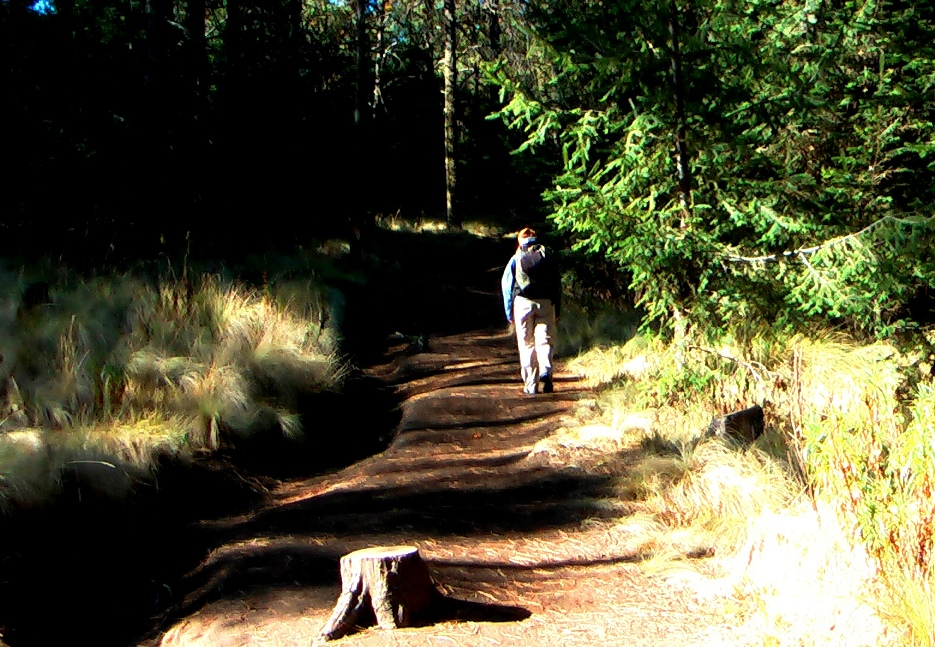
Ein Wanderer im Wald des Malinche

Der Malinche kann von Norden im Rahmen einer Tagestour bestiegen werden (1300 hm). Es handelt sich dabei um eine nicht technische Besteigung, bei der Sonderausrüstung (Steigeisen und ein Eispickel) nur erforderlich sind, wenn es in den Tagen zuvor geschneit hat. Dies kann vor allem in den Wintermonaten (Dezember bis März) vorkommen, aber auch gelegentlich im Sommer. Ein Abstieg kann auch in Richtung Südwesten nach San Miguel Canoa, einem Vorort von Puebla, erfolgen (1700 hm).
In einer Höhe von 3080 m befindet sich eine Hüttenanlage (Centro Vacacional Malintzi) mit Restaurants, Schlafplätzen und Campingmöglichkeiten. Eine Unterkunft ist erst ab einer Aufenthaltsdauer von vier Tagen möglich. Ansonsten ist der Berg auch von Apizaco mit dem öffentlichen Verkehr zu erreichen. Des Weiteren werden geführte Touren inklusive An- und Abreise über lokale Hotels und Online-Kleinanzeigen vermittelt.